# 布拉塞爾頓 (喬治亞州)
布拉塞爾頓（英語：Braselton）是一個位於美國喬治亞州巴羅縣、霍爾縣、格威內特縣與傑克遜縣的城鎮。

## 地理
布拉塞爾頓的座標為34°05′56″N 83°47′52″W / 34.09889°N 83.79778°W，而該地的平均海拔高度為277米（即909英尺）。

## 人口
根據2010年美國人口普查的數據，布拉塞爾頓的面積為32.40平方千米，當中陸地面積為32.20平方千米，而水域面積為0.20平方千米。當地共有人口7,511人，而人口密度為每平方千米231人。